# Scirtotypus
Scirtotypus is een geslacht van rechtvleugeligen uit de familie Chorotypidae. De wetenschappelijke naam van dit geslacht is voor het eerst geldig gepubliceerd in 1898 door Brunner von Wattenwyl.

## Soorten
Het geslacht Scirtotypus  is monotypisch en omvat slechts de volgende soort:
- Scirtotypus aberrans (Brunner von Wattenwyl, 1898)